# シャンティ (島谷ひとみのアルバム)
『シャンティ』は、島谷ひとみの2枚目のアルバム。2002年6月12日にavex traxよりリリースされた（CCCD）。既発シングル3曲に加え、広瀬香美や富樫明生など大物作家を迎えた楽曲を収録し、島谷の妖艶さ、あるいはソウルフルなパワフルさなど、曲により多彩な側面を聴かせる構成になっている。
前月に先行リリースされたシングル『亜麻色の髪の乙女』のヒットにより、シングル・アルバム通じて初のオリコンチャート1位を獲得した。

## 収録曲
1. 〜introduction〜
2. シャンティ
  - 作詞:康珍化/作曲･編曲:上野圭市

6thシングル
TBS系ドラマ『プリティガール』主題歌
3. 亜麻色の髪の乙女
  - 作詞:橋本淳/作曲:すぎやまこういち/編曲:大槻"KALTA"英宣

ギター:小沼ようすけ
7thシングル
花王『エッセンシャル・ダメージケア』CMソング
4. Glorious Day
  - 作詞:島谷ひとみ・後藤次利/作曲・編曲:後藤次利
5. 〜interlude〜
6. A.S.A.P.〜as soon as possible〜
  - 作詞:romΛntic high/作曲:佐々木収/編曲:河野圭

「ブルボン・プチ」イメージソング
後に8thシングル「亜麻色マキシ」としてリカットされる。
7. She is･･･
  - 作詞:Annelie・日本語詞:相田毅/作曲:RNT/編曲:K-Muto(Groovediggerz)
8. Remember of you
  - 作詞・作曲:広瀬香美/編曲:前嶋康明
9. 〜interlude〜
10. やさしいキスの見つけ方
  - 作詞:島谷ひとみ・康珍化/作曲:Face 2 fake/編曲:上野圭市

5thシングル
花王ソフィーナ『AUBE』CMイメージソング・テレビ東京系『ASAYAN』エンディングテーマ
11. freeze〜失われた夏の日〜
  - 作詞:森浩美/作曲・編曲:上野圭市
12. Hello!
  - 作詞・作曲・編曲:AKIO TOGASHI
13. beloved
  - 作詞:BOUNCEBACK/作曲:D･A･I /編曲:BOUNCEBACK
14. farewell
  - 作詞:島谷ひとみ/作曲:酒井ミキオ/編曲:鈴木"Daichi"秀行＋酒井ミキオ

5thシングルのカップリング。
15. colors
  - 作詞:romΛntic high/作曲・編曲:上野圭市
16. 亜麻色の髪の乙女-HIRO KURETANI REMIX-
  - Remixed by HIRO KURETANI
17. Single Hits Non-stop Mega Mix-Trans Misson Mega Mix-
  - Remixed by HIRO KURETANI

初回盤限定ボーナストラック